# Swings and Roundabouts
Swings And Roundabouts è il quinto album in studio della cantante svedese Amy Diamond, pubblicato dalla Bonnier Amigo Music Group nel 2009.

## Tracce
1. Up – 2:55
2. Dance Like Nobody's Watching – 3:33
3. Deserve Better – 3:50
4. Fast Forward – 3:14
5. Lucky Star – 3:14
6. Bittersweet – 4:06
7. So Many Things – 3:06
8. Crossfire – 2:55
9. Heartbeats – 3:55
10. A Good Day – 3:21
11. Higher Ground – 3:54
12. Brand New Day – 2:59
13. Cowboys – 2:58
14. Take Your Time – 3:55
15. It's My Life – 3:05